# Tamara Rojo
Tamara Rojo, spanyol származású balerina 2012 őszén lett az English National Ballet művészeti igazgatója.
1996-ban hagyta el Spanyolországot és szerződött a Skót Királyi Baletthez, az egyéves kitérő után az English National Ballet (Angol Nemzeti Balett) együttesének tagja lett, majd három év után a londoni Királyi Balettnél folytatta pályáját, ahol első fellépése a Giselle-ben volt. Azóta eltáncolta a klasszikus és a modern repertoár nagy szerepeit, Richardo Cue koreográfus pedig kifejezetten neki koreografálta a Hófehérke címszerepét. Teljesítményét díjazták az olasz és a londoni színikritikusok, Olivier-díjjal tüntették ki, de vehetett át elismerét Madrid városától és János Károly spanyol királytól is.
A táncosnő a rangos poszt átvételekor úgy nyilatkozott, hogy tervei szerint nem mond búcsút végleg a színpadnak, néhány szerepben láthatja őt a közönség. A hírek szerint Tamara Rojo koncepciózusan készült a pozícióváltásra, így a brit táncszakírók nem lepődtek meg a kinevezésen. A táncosnő a Kanadai Nemzeti Balettnél töltött el egy hónapot a társulat vezetője mellett, de gyakori vendég volt a menedzselést és az irányítást illető kérdéseivel a Covent Garden-i együttes adminisztratív és művészeti vezetőinek irodáiban is. 2011-ben a Királyi Balett vezetőjének távozásakor már felmerült a neve lehetséges utódként.
Tamara Rojo színházi diplomát és tánc diplomát szerzett Rey Juan Carlos de Madridi Egyetemen, kitüntetéssel.
Az East Council, a Dance UK, az Angol-Spanyol Társaság művészeti tanácsának igazgatósága, az Ipswich-ben működő DanceEast Akadémia védőszentje és a spanyol művészi tanulmányok felső tanácsadója. A balettképzést Madridban kezdte a Victor Ullate Iskolában. . Az Ullate úrral való edzés közben Tamara a Balett de la Comunidad de Madrid-ban táncolt egy kiterjedt repertoárban, amely olyan klasszikus szerepeket tartalmazott, mint Giselle, Les Sylphides, Balanchine téma és variációk és Allegro Brillante, valamint Christie, van Dantzig balettjei, van Mannen, és számos mű, amelyet kifejezetten neki készített Ullate úr.
Tamara aranyérmet nyert a Párizsi Nemzetközi Táncversenyen és egy speciális zsűri díjat, amelyet egy bíráló testület egyhangúlag ítél oda, amelynek tagjai között volt Natalia Makarova, Vladimir Vassiliev és Galina Samsova. Samsova asszony kérte, hogy csatlakozzon a Skót Nemzeti Baletthez, ahol Tamara táncolta a főszerepeket a Swan Lake-ben, a Cranko's Romeo-ban és a Júliában, valamint a Bournonville-i La Sylphide-ben.
Az SNB után személyes meghívást kapott Derek Deane-től, hogy csatlakozzon az English National Ballethez. Hat hónapon belül kinevezték az igazgatóvá. Az ENB főszereplőinek teljes sorozatát táncolta, beleértve a Deane's Swan Lake-t, az Alvó szépséget, az Alice Csodaországban, a Makarova La Bayadere-t, Paquita Balanchine Who Cares-t? és Corder Hamupipőke. Deane úr készítette Júlia (Rómeó és Júlia) és Clara (A Diótörő) szerepeit. Clara-ként végzett előadásainak eredményei a Londoni Colosseum látogatottsági rekordjait tükrözték, és a The Times „az év táncosának kinyilatkoztatása” nevet adta. Az ENB további repertoárjában szerepelt a „Kiválasztott” a MacMillan tavaszi rítusában, a Tetley's The Sphinx és az Önkéntesek, a Stevenson Három Preládája és a Lander Études. Ismét együttmûködött Deane-vel Stricly Gershwin létrehozásában a Royal Albert Hallban.
Tamara, Sir Anthony Dowell meghívására, csatlakozott a Királyi Baletthez, röviddel azután, hogy nagyra elismert vendégművésze debütált a társasággal Peter Wright Giselle-produkciójában.
A Royal Ballethez való csatlakozás óta Tamara főszereplőit táncolta, mint például a Dowell Swan Lake, a Makarova The Sleeping Beauty és a La Bayadere, a Mason´s The Sleeping Beauty, a Nureyev's Don Quijote és a Wright´s The Nutcracker.
MacMillan repertoárja tartalmazza az Isadorában (Deborah MacMillan újjáélesztte), Romeóban és Júliában, Manonban, Mary Vetsera-ban Mayerlingben, a nő a föld dalában, a választott tavaszi rítusban, a Masha-ban és a télen Olga télen címszerepeit. Álmok, Requiem, testvérem, nővéreim és Danses Concertantes.
Míg Ashton munkái a Hamupipőke, az Ondine, a Marguerite és az Armand címszerepei, az öt Brahms Waltzes az Isadora Duncan szélén, a Homage to the Queen és az Esküvői csokor.
Míg Ashton munkái a Hamupipőke, az Ondine, a Marguerite és az Armand címszerepei, az öt Brahms Waltzes az Isadora Duncan szélén, a Homage to the Queen és az Esküvői csokor. Emellett további koreográfiai művek, amelyeket Tamara táncolott a The Royal Balletnél, a Balanchine ékszerei, Témája és variációi, a C és a Tzigane szimfóniája, a Mats Ek Carmen, a Robbins táncok egy táncán, Kylian's Sinfonietta és Bourneville La Sylphide. A Tamara-ban létrehozott szerepek között szerepel a McGregor's Chroma, a Brandstrup's Rushes - az elveszett történetek és a Goldberg - a Brandstrup-Rojo projekt, a Liam Scarlett vigasztalásai és a Liebestraum és az Asphodel Meadows, a Bruce három dal - a Két hang és a Marston három szava. Rendszeres vendégművész a Mariinsky Balettnél, a La Scala Balettnél, a Tokiói Balettnél, az Új Nemzeti Tokió Balettnél, a Nacional Balaton Kubán, a Kínai Nemzeti Balettnél, a Litván Balettnél, az Argentin Baletton, a Mihailovsky balettnél, az Angol Nemzeti Balettnél, a Svéd Királyi Balettnél. Balett és Finn Nemzeti Balett. Rendszeresen fellép a Tokióban megrendezett rangos balettfesztiválon és a világ minden táján számos glasában.
Her international repertoire includes: Roland Pettit’s Carmen, Coppelia, Thais, Notre Dame de Paris, Violon e Piano, Alicia Alonso’s Giselle and Swan Lake, Michael Messerer’s Swan Lake Vassiliev’s Don Quixote, Lev Ivanov’s Swan Lake, Nureyev´s The Sleeping Beauty and Don Quixote.
Tamara starred in the world premiere of Snow White (Blancanieves), created for her by choreographer Ricardo Cue with original musical score by famed Spanish conductor Emilio Aragón. Deutsche Gramophone released it on DVD.
Tamara has been repeatedly recognised for her artistic excellence. She won the 2010 Laurence Olivier Award for Best New Dance Production with Goldberg: the Brandstrup- Rojo Project.
In April 2012 Tamara Rojo was appointed as director and Lead Principal Dancer of the English National Ballet.
King Juan Carlos decorated Tamara with Spain’s three highest Honours, The Prince of Asturias Award, the Gold Medal of Fine Arts and Encomienda de Número de Isabel la Católica.
Emellett a Granada Nemzetközi Zene- és Táncfesztivál 2014, II. Díj Alapítvány, a Hispano-British Relations 2013 Banco Santander Alapítvány, a Kennedy Központ Aranyérme a Művészetekben 2012-ben, a Laurence Olivier-díj - Brandstrup - Rojo “Goldberg variációk ”, a 2010. évi legjobb új táncműsor, a Benois de la Danse-díj, az aranyérmet és a Párizsi Nemzetközi Táncverseny különleges zsűri-díja, az The Times Dancer Revelation of the Year, a Critic's Circle nemzeti táncdíj, Barclay kiemelkedő teljesítménye a táncban, A Positano Dance Award, Leonide Massine Premio al Valore, az olasz kritikus díja és a madridi város, mind a Művészetek Nemzetközi Érme, mind az Értelmezés díja.
A reklámban a közelmúltban a sokat elismert Lexus kampányt folytatta, és a Backes & Strauss, a Hoss Intropia, a Bodegas Chivite, a Freixenet és a Planeta DeAgostini arca volt.
1. ↑  Česko-Slovenská filmová databáze (cseh nyelven), 2001
2. ↑  https://www.lanacion.com.ar/espectaculos/danza/isaac-hernandez-es-muy-importante-el-debate-en-los-grandes-teatros-para-que-puedan-mantenerse-a-la-nid08032022/